# Antiprisma stellato
In geometria solida, l'antiprisma stellato è un poliedro simile all'antiprisma, le cui facce sono però poligoni stellati.
Si tratta di un poliedro uniforme, stellato e non convesso. Ha due poligoni stellati con {\displaystyle n} lati come facce orizzontali, connesse da un ciclo di {\displaystyle 2n} triangoli equilateri. A differenza degli antiprismi non stellati, qui i triangoli si intersecano, e la superficie laterale del poliedro risulta più complessa.
Gli antiprismi stellati sono simili ai prismi stellati: si differenziano da questi perché hanno le basi ruotate una rispetto all'altra, e sono connesse da triangoli invece che da quadrati.
Esiste un antiprisma stellato per ogni poligono stellato con {\displaystyle n} lati. Il più semplice è quello pentagonale, con {\displaystyle n=5}, mostrato nell'immagine a destra. Per {\displaystyle n>5}, possono esistere più poligoni stellati regolari con lo stesso numero di lati. Quando {\displaystyle n} è un numero composto, il poliedro può essere un'unione di più componenti distinte, configurandosi come un poliedro composto.
Benché non siano poliedri convessi, per gli antiprismi stellati vale comunque la caratteristica di Eulero:
{\displaystyle V-S+F=2}
dove {\displaystyle V} è il numero di vertici, {\displaystyle S} quello degli spigoli e {\displaystyle F} quello delle facce.
I poliedri duali degli antiprismi stellati sono i trapezoedri stellati.

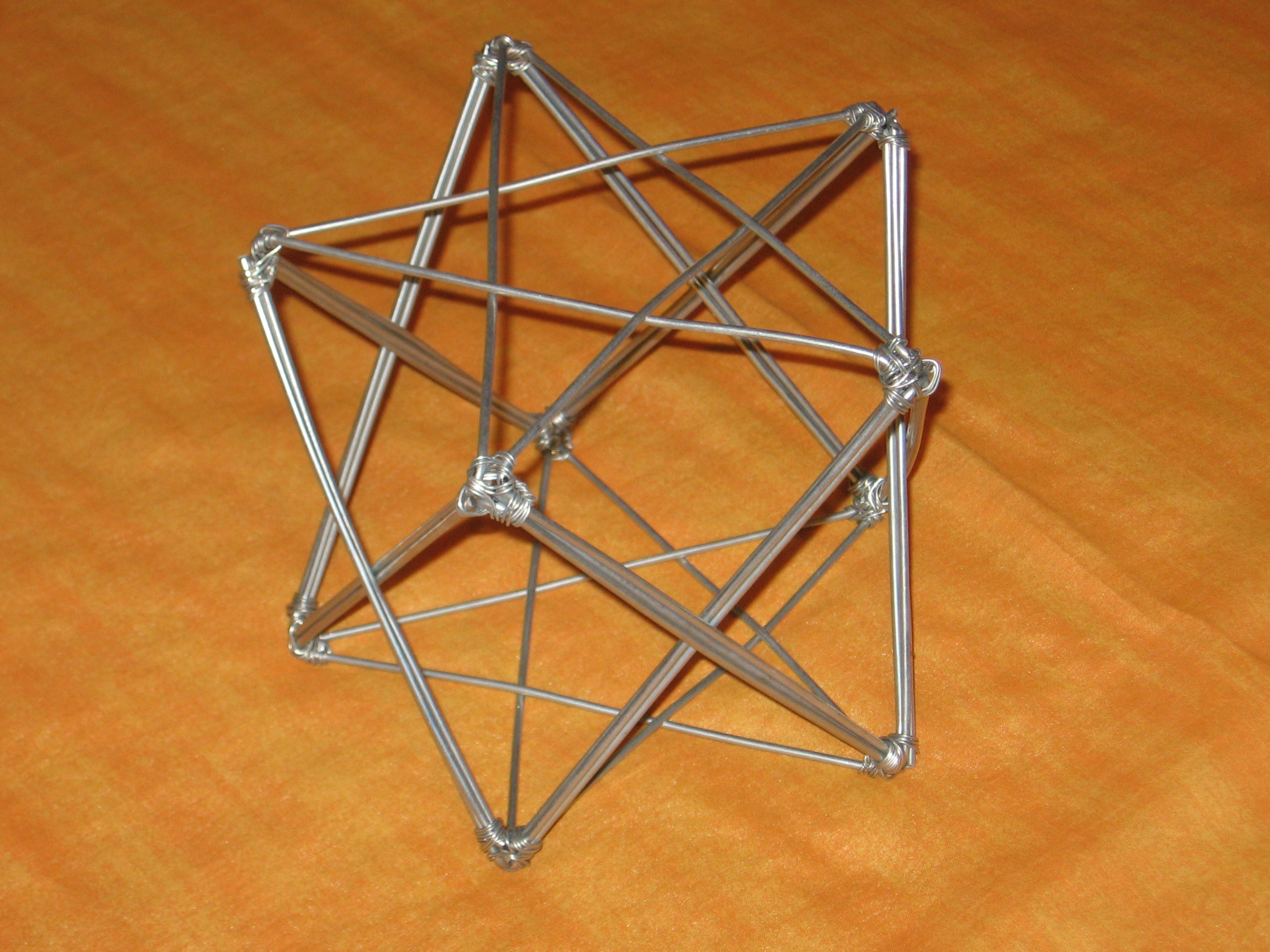
Scheletro dell'antiprisma stellato pentagonale